# Chicago Fire (10.ª temporada)
A décima temporada da série de televisão dramática estadounidense Chicago Fire foi encomendada em 27 de fevereiro de 2020 pela NBC, estreou em 22 de setembro de 2021 e foi finalizada em 25 de maio de 2022, contando com 22 episódios. A temporada foi produzida pela Universal Television em associação com a Wolf Entertainment, com Derek Haas e Matt Olmstead como produtores e com Dick Wolf como produtor executivo. A temporada foi ao ar na temporada de transmissão de 2021-22 às noites de quarta-feira às 21h00, horário do leste dos EUA.
Essa é a primeira temporada a contar com Hanako Greensmith como Violet Mikami no elenco principal da série depois de ser do elenco recorrente nas duas temporadas anteriores. É também a última temporada a contar com o membro do elenco original Jesse Spencer como Capitão Matthew Casey.
A décima temporada estrela Jesse Spencer como Capitão Matthew Casey, Taylor Kinney como Tenente Kelly Severide, Kara Killmer como paramédica Sylvie Brett, David Eigenberg como Tenente Christopher Hermann, Joe Minoso como Bombeiro Joe Cruz, Christian Stolte como Bombeiro Randy "Mouch" McHolland, Miranda Rae Mayo como Tenente Stella Kidd, Alberto Rosende como Bombeiro Candidato Blake Gallo, Daniel Kyri como Bombeiro Darren Ritter, Hanako Greensmith como paramédica Violet Mikami e Eamonn Walker como Chefe de Batalhão Wallace Boden.
A temporada terminou com uma média de 9.81 milhões de espectadores e ficou classificada em 7.º lugar na audiência total e classificada em 8.º no grupo demográfico de 18 a 49 anos.

## Elenco e personagens
| - Jesse Spencer como Capitão Matthew Casey - Taylor Kinney como tenente Kelly Severide - Kara Killmer como paramédica Sylvie Brett - David Eigenberg como tenente Christopher Herrmann - Joe Minoso como Bombeiro Joe Cruz - Christian Stolte como bombeiro Randy "Mouch" McHolland - Miranda Rae Mayo como Tenente Stella Kidd - Alberto Rosende como Bombeiro Candidato Blake Gallo - Daniel Kyri como Bombeiro Darren Ritter - Hanako Greensmith como paramédica Violet Mikami - Eamonn Walker como Chefe Wallace Boden | - Randy Flagler como Harold Capp - Anthony Ferraris como Tony Ferraris - Cameron Scott Roberts como Griffin Darden - Jimmy Nicholas como Chefe Evan Hawkins - Brett Dalton como Tenente Jason Pelham - Caitlin Carver como Paramédica Emma Jacobs - Chris Mansa como Mason Locke - Katelynn Shennett como Kylie Estevez | - Dominic Rains como Dr. Crockett Marcel (De Chicago Med) - Amy Morton como Sargento Trudy Platt (De Chicago P.D.) - LaRoyce Hawkins como Oficial Kevin Atwater (De Chicago P.D.) - Tracy Spiridakos como Detetive Hailey Upton (De Chicago P.D.) |

Notas
1. ↑  Creditado como principal até o episódio 10.5; creditado como Convidado Especial no episódio 10.22

## Episódios
| N.º na série | N.º na temp. | Título                            | Dirigido por      | Escrito por                                                                    | Exibição original       | Audiência (milhões) |
| --- | ------------ | --------------------------------- | ----------------- | ------------------------------------------------------------------------------ | ----------------------- | ------------------- |
| 196 | 1            | "Mayday"                          | Reza Tabrizi      | Andrea Newman & Michael Gilvary                                                | 22 de setembro de 2021  | 7.28                |
| Os membros do Esquadrão de Resgate escapam por pouco de um barco virado ao resgatar uma vítima. Cruz é levado às pressas para o hospital depois de quase se afogar e começa a sofrer de TEPT. Boden considera uma nova promoção. O romance de Casey e Brett aumenta. Violet, Gallo e Ritter embarcam em um empreendimento comercial juntos. |              |                                   |                   |                                                                                |                         |                     |
| 197 | 2            | "Head Count"                      | Matt Earl Beesley | Matt Whitney                                                                   | 29 de setembro de 2021  | 7.36                |
| Casey começa a receber atenção indesejada depois que um vídeo dele resgatando uma vítima se torna viral. Boden toma a decisão de aceitar a promoção como o novo vice-chefe distrital. Herrmann quebra o protocolo quando se trata de uma vítima infantil e se preocupa com a possibilidade de ser suspenso ou pior. Em última análise, é Brett quem leva a culpa. Mouch monta uma biblioteca comunitária no quartel. Griffin Darden chega inesperadamente ao quartel e Casey vê que algo está acontecendo. |              |                                   |                   |                                                                                |                         |                     |
| 198 | 3            | "Counting Your Breaths"           | Heather Cappiello | Elizabeth Sherman                                                              | 6 de outubro de 2021    | 7.18                |
| Severide é forçado a deixar Cruz no banco quando seu trauma o domina novamente. Enquanto Griffin Darden está na cidade, Casey o leva ao passado, apenas para descobrir por que Griffin voltou para Chicago. Mouch intervém para ajudar o programa de paramedicina de Brett a decolar depois de perder um paciente. Gallo, Ritter e Violet lutam para tirar sua cerveja caseira do papel. |              |                                   |                   |                                                                                |                         |                     |
| 199 | 4            | "The Right Thing"                 | Stephen Cragg     | Andrea Newman & Michael Gilvary                                                | 13 de outubro de 2021   | 7.25                |
| Casey viaja para Oregon para visitar Griffin apenas para perceber que ele e seu irmão estão morando sozinhos. Casey decide ajudá-los enquanto pensa em se mudar para Oregon. Enquanto isso, o chefe Hawkins vai passear junto com Brett e Violet depois de reconsiderar sua proposta para o EMT. Além disso, Ritter e seu namorado entram em uma briga com os frequentadores do bar, o que leva a um acidente de carro.                                                                                    |              |                                   |                   |                                                                                |                         |                     |
| 200 | 5            | "Two Hundred"                     | Reza Tabrizi      | Derek Haas                                                                     | 20 de outubro de 2021   | 7.36                |
| Casey toma uma decisão que muda sua vida; deixar o quartel 51 e se mudar para Oregon para cuidar dos meninos de Darden. Brett e Mouch lançam seu novo programa de Paramedicina. Enquanto isso, Herrmann é encurralado quando um chefe dos bombeiros usa um incidente passado para forçá-lo a dar uma festa para seu filho mimado. Além disso, o bebê de Cruz, Brian, nasce e Kylie descobre uma maneira de trazer Boden de volta ao 51.                                                                    |              |                                   |                   |                                                                                |                         |                     |
| 201 | 6            | "Dead Zone"                       | Matt Earl Beesley | Ashley Cooper                                                                  | 27 de outubro de 2021   | 6.80                |
| A equipe do quartel 51 é colocada em alerta total quando uma grande violação de segurança afeta o despacho do 911. Enquanto isso, Brett lida com as consequências da partida repentina de Casey. Além disso, Severide começa a investigar um novo possível caso de incêndio criminoso. |              |                                   |                   |                                                                                |                         |                     |
| 202 | 7            | "Whom Shall I Fear?"              | Reza Tabrizi      | Victor Teran                                                                   | 3 de novembro de 2021   | 7.00                |
| O quartel 51 dá as boas-vindas ao novo tenente interino do caminhão, Jason Pelham, mas ele começa a entrar em conflito com a equipe, especialmente Gallo. Mouch e Herrmann investigam por que Pelham não encontrou um quartel de bombeiros permanente nos últimos seis anos. Enquanto isso, Severide continua investigando seu caso de incêndio criminoso. |              |                                   |                   |                                                                                |                         |                     |
| 203 | 8            | "What Happened at Whiskey Point?" | Stephen Cragg     | Andrea Newman & Michael Gilvary                                                | 10 de novembro de 2021  | 6.63                |
| Boden analisa o passado de Pelham depois de considerá-lo permanente no 51. Brett e Ritter encorajam Violet a confessar seu verdadeiro sentimento por Gallo, o que leva Violet a sofrer de apendicite. Enquanto isso, Gallo e Pelham brigam. Além disso, Severide e Herrmann brigam pelo espaço do escritório quando Herrmann assume os antigos aposentos do escritório de Casey. |              |                                   |                   |                                                                                |                         |                     |
| 204 | 9            | "Winterfest"                      | Reza Tabrizi      | Derek Haas                                                                     | 8 de dezembro de 2021   | 6.77                |
| Boden é forçado a dar um ultimato a Severide quando se trata de preencher a vaga de tenente de caminhão enquanto Stella continua sua licença. Enquanto isso, Brett se prepara para sua apresentação em seu programa de paramedicina. Violet, Gallo e Ritter apresentam sua nova cerveja no Winterfest. Além disso, Mouch ajuda a esposa de uma vítima depois que seu marido é empalado por uma árvore de Natal.                                                                                            |              |                                   |                   |                                                                                |                         |                     |
| 205 | 10           | "Back with a Bang"                | Matt Earl Beesley | Andrea Newman & Michael Gilvary                                                | 5 de janeiro de 2022    | 7.15                |
| Kidd lida com as consequências após sua longa ausência com Severide se distanciando. O 51 luta para apagar um incêndio de potássio em um túnel. Pelham começa a se preocupar com seu lugar no 51. Ritter ajuda um jovem policial que testemunhou a morte de um motorista de caminhão em um acidente. |              |                                   |                   |                                                                                |                         |                     |
| 206 | 11           | "Fog of War"                      | Lisa Robinson     | Matt Whitney                                                                   | 12 de janeiro de 2022   | 7.41                |
| A carreira de Pelham como bombeiro é posta em risco quando um colega bombeiro é atingido por um fio elétrico durante um chamado e joga toda a culpa nele. Boden começa a se aprofundar no passado dos comissários de incêndio. Violet recebe um prêmio de heroísmo de Hawkins, levando-a a acreditar que ele tem sentimentos por ela. Além disso, Brett recebe uma visita surpresa de Scott e sua irmã Amelia.                                                                                             |              |                                   |                   |                                                                                |                         |                     |
| 207 | 12           | "Show of Force"                   | Lisa Demaine      | História por : Elizabeth Sherman Roteiro por : Andrea Newman & Michael Gilvary | 19 de janeiro de 2022   | 7.27                |
| Severide, Kidd e Boden trabalham juntos para ajudar Pelham a salvar sua carreira. Enquanto isso, Kidd também intervém como substituta temporária de Pelham, com Boden observando do lado de fora. Hermann conhece um jovem de seu passado enquanto visita a academia de bombeiros. Finalmente, alguns do 51 se preparam para a gala do Corpo de Bombeiros. |              |                                   |                   |                                                                                |                         |                     |
| 208 | 13           | "Fire Cop"                        | Kantú Lentz       | Andrea Newman & Michael Gilvary                                                | 23 de fevereiro de 2022 | 6.83                |
| Severide e Seager unem forças para investigar um incêndio e Kidd se pergunta se há algo se formando entre os dois. Violet e Gallo enfrentam as consequências de Violet ficar com Hawkins. |              |                                   |                   |                                                                                |                         |                     |
| 209 | 14           | "An Officer with Grit"            | Stephen Cragg     | Matt Demblowski                                                                | 2 de março de 2022      | 6.89                |
| Chefe Hawkins vai além para ajudar Brett e Violet com um problema. Kidd persegue uma posição de tenente aberta. Uma explosão do passado pede um favor a Mouch e Herrmann. |              |                                   |                   |                                                                                |                         |                     |
| 210 | 15           | "The Missing Piece"               | Daniel Willis     | Andrea Newman & Michael Gilvary                                                | 9 de março de 2022      | 7.14                |
| Após uma lesão após um incêndio industrial, Severide e Seager trabalham juntos para investigar uma denúncia anônima. Kidd procura a pessoa certa para preencher a vaga no caminhão 81. Um possível novo recruta para o 51 é testado em um chamado. |              |                                   |                   |                                                                                |                         |                     |
| 211 | 16           | "Hot and Fast"                    | Lisa Demaine      | Elizabeth Sherman                                                              | 16 de março de 2022     | 6.66                |
| Cruz forma um vínculo com um jovem imigrante que ele conhece enquanto luta contra um incêndio em um apartamento. O Esquadrão faz planos para pregar peças no mais novo membro de sua equipe. Hawkins e Violet lutam para manter seu relacionamento em segredo. |              |                                   |                   |                                                                                |                         |                     |
| 212 | 17           | "Keep You Safe"                   | Reza Tabrizi      | Ashley Cooper                                                                  | 6 de abril de 2022      | 7.39                |
| Severide e Kidd trabalham com o departamento de polícia sobre um acidente de carro suspeito. O relacionamento de Hawkins e Violet está em perigo. Chloe e Cruz se adaptam a uma nova dinâmica familiar. |              |                                   |                   |                                                                                |                         |                     |
| 213 | 18           | "What's Inside You"               | Brenna Malloy     | Derek Haas                                                                     | 13 de abril de 2022     | 7.07                |
| O quartel 51 deve se unir quando um deles é feito refém. |              |                                   |                   |                                                                                |                         |                     |
| 214 | 19           | "Finish What You Started"         | Carlos Bernard    | Matt Whitney                                                                   | 20 de abril de 2022     | 7.21                |
| O quartel 51 aborda um incêndio causado por um motor a jato caído, e um deles é acusado de um roubo relacionado ao incidente. Kidd e Boden desaprovam o potencial novo interesse amoroso de Kylie. |              |                                   |                   |                                                                                |                         |                     |
| 215 | 20           | "Halfway to the Moon"             | Lisa Robinson     | Andrea Newman & Michael Gilvary                                                | 11 de maio de 2022      | 6.78                |
| Um amigo da família pede conselhos a Herrmann sobre como abrir um bar. As tensões aumentam entre Emma e Violet. Kidd luta para manter sua equipe unida. |              |                                   |                   |                                                                                |                         |                     |
| 216 | 21           | "Last Chance"                     | Brenna Malloy     | Victor Teran                                                                   | 18 de maio de 2022      | 6.79                |
| Mouch e Ritter trabalham para resolver um mistério de assassinato; Severide e Cruz enfrentam um incêndio em um caminhão de comida. |              |                                   |                   |                                                                                |                         |                     |
| 217 | 22           | "The Magnificent City of Chicago" | Reza Tabrizi      | Andrea Newman & Michael Gilvary                                                | 25 de maio de 2022      | 7.03                |
| O grande dia do casamento chega e o quartel 51 recebe Casey de volta para celebrar a alegre ocasião. Os planos de Emma para substituir Violet chegam a um fim chocante. |              |                                   |                   |                                                                                |                         |                     |

## Produção

### Casting
Em 25 de junho de 2021, a NBC anunciou que a atriz recorrente Hanako Greensmith, que interpreta a paramédica Violet Mikami, havia sido elevada ao elenco principal. O regular da série Jesse Spencer saiu da série após o quinto episódio, mas retornou como ator convidado especial para o final da temporada. A produtora executiva Andrea Newman tornou-se co-showrunner durante a temporada, juntando-se ao showrunner Derek Haas. Caitlin Carver foi escalado como a Paramédica Emma Jacobs, uma paramédica que substituiu Brett enquanto ela estava de licença. A temporada é a última a apresentar a cachorra dalmata chamada Tuesday (Terça-feira) que morreu após as filmagens do final da temporada. Após a partida de Spencer, foi anunciado que Brett Dalton havia sido escalado como Tenente Jason Pelham, um tenente interino para ocupar a vaga de Casey.

### Filmagens
As filmagens da décima temporada começaram em 20 de julho de 2021. Em 5 de janeiro de 2022, foi relatado que as filmagens haviam sido suspensas depois que vários membros do elenco e da equipe testaram positivo para COVID-19.

## Recepção

### Audiência
| №  | Título                            | Exibição original       | Rating/share (18–49) | Audiência (em milhões) | DVR (18–49) | Audiência em DVR (milhões) | Total (18–49) | Audiência total (em milhões) | Ref(s) |
| -- | --------------------------------- | ----------------------- | -------------------- | ---------------------- | ----------- | -------------------------- | ------------- | ---------------------------- | ------ |
| 1  | "Mayday"                          | 22 de setembro de 2021  | 0.9                  | 7.27                   | 0.4         | 2.49                       | 1.3           | 9.77                         | [ 35 ] |
| 2  | "Head Count"                      | 29 de setembro de 2021  | 0.9                  | 7.36                   | 0.4         | 2.25                       | 1.2           | 9.61                         | [ 36 ] |
| 3  | "Counting Your Breaths"           | 6 de outubro de 2021    | 0.8                  | 7.18                   | 0.4         | 2.14                       | 1.2           | 9.32                         | [ 37 ] |
| 4  | "The Right Thing"                 | 13 de outubro de 2021   | 0.8                  | 7.25                   | 0.5         | 2.71                       | 1.3           | 9.96                         | [ 38 ] |
| 5  | "Two Hundred"                     | 20 de outubro de 2021   | 0.8                  | 7.36                   | 0.5         | 2.77                       | 1.3           | 10.13                        | [ 39 ] |
| 6  | "Dead Zone"                       | 27 de outubro de 2021   | 0.7                  | 6.80                   | 0.4         | 2.40                       | 1.1           | 9.20                         | [ 40 ] |
| 7  | "Whom Shall I Fear?"              | 3 de novemebro de 2021  | 0.8                  | 7.00                   | 0.4         | 2.42                       | 1.2           | 9.42                         | [ 41 ] |
| 8  | "What Happened at Whiskey Point?" | 10 de novemebro de 2021 | 0.7                  | 6.63                   | 0.4         | 2.27                       | 1.1           | 8.90                         | [ 42 ] |
| 9  | "Winterfest"                      | 8 de dezembro de 2021   | 0.7                  | 6.77                   | 0.5         | 2.78                       | 1.2           | 9.55                         | [ 43 ] |
| 10 | "Back With a Bang"                | 5 de janeiro de 2022    | 0.9                  | 7.15                   | 0.4         | 2.35                       | 1.3           | 9.50                         | [ 44 ] |
| 11 | "Fog of War"                      | 12 de janeiro de 2022   | 0.9                  | 7.41                   | —           | —                          | —             | —                            | —      |
| 12 | "Show of Force"                   | 19 de janeiro de 2022   | 0.9                  | 7.27                   | 0.4         | 2.28                       | 1.2           | 9.55                         | [ 45 ] |
| 13 | "Fire Cop"                        | 23 de fevereiro de 2022 | 0.8                  | 6.83                   | 0.4         | 2.33                       | 1.1           | 9.15                         | [ 46 ] |
| 14 | "An Officer With Grit"            | 2 de março de 2022      | 0.8                  | 6.89                   | 0.4         | 2.43                       | 1.2           | 9.32                         | [ 47 ] |
| 15 | "The Missing Piece"               | 9 de março de 2022      | 0.9                  | 7.14                   | 0.5         | 2.80                       | 1.4           | 9.94                         | [ 48 ] |
| 16 | "Hot and Fast"                    | 16 de março de 2022     | 0.8                  | 6.66                   | 0.5         | 2.72                       | 1.2           | 9.38                         | [ 49 ] |
| 17 | "Keep You Safe"                   | 6 de abril de 2022      | 0.8                  | 7.39                   | 0.4         | 2.64                       | 1.2           | 10.03                        | [ 50 ] |
| 18 | "What's Inside You"               | 13 de abril de 2022     | 0.8                  | 7.07                   | 0.4         | 2.49                       | 1.2           | 9.55                         | [ 22 ] |
| 19 | "Finish What You Started"         | 20 de abril de 2022     | 0.8                  | 7.21                   | 0.4         | 2.63                       | 1.2           | 9.85                         | [ 51 ] |
| 20 | "Halfway to the Moon"             | 11 de maio de 2022      | 0.7                  | 6.78                   | —           | —                          | —             | —                            | —      |
| 21 | "Last Chance"                     | 18 de maio de 2022      | 0.7                  | 6.79                   | —           | —                          | —             | —                            | —      |
| 22 | "The Magnificent City of Chicago" | 25 de maio de 2022      | 0.8                  | 7.03                   | —           | —                          | —             | —                            | —      |

Notas
1. 1 2 3 4 5 6 7 8 9 10  A audiência ao vivo+7 dias não estava disponível, portanto, a audiência ao vivo+3 dias foi usada.

## Lançamento em DVD
| Chicago Fire – Season Ten                                                                             | | |                           |                           |                           |
| Detalhes do DVD                                                                                       | Detalhes do DVD                                                                                       | Detalhes do DVD                                                                                       | Características Especiais | Características Especiais | Características Especiais |
| - 22 episódios - 5 discos - Áudio em Inglês (Dolby Digital 5.1 Surround) - Legendas: Inglês e Francês | - 22 episódios - 5 discos - Áudio em Inglês (Dolby Digital 5.1 Surround) - Legendas: Inglês e Francês | - 22 episódios - 5 discos - Áudio em Inglês (Dolby Digital 5.1 Surround) - Legendas: Inglês e Francês | Não possui                | Não possui                | Não possui                |
| Datas de lançamento                                                                                   | | |                           |                           |                           |
| Região 1                                                                                              | Região 1                                                                                              | Região 2                                                                                              | Região 2                  | Região 4                  | Região 4                  |
| 23 de agosto de 2022                                                                                  | 23 de agosto de 2022                                                                                  | 22 de agosto de 2022                                                                                  | 22 de agosto de 2022      | 31 de agosto de 2022      | 31 de agosto de 2022      |